# Oituz, Covasna

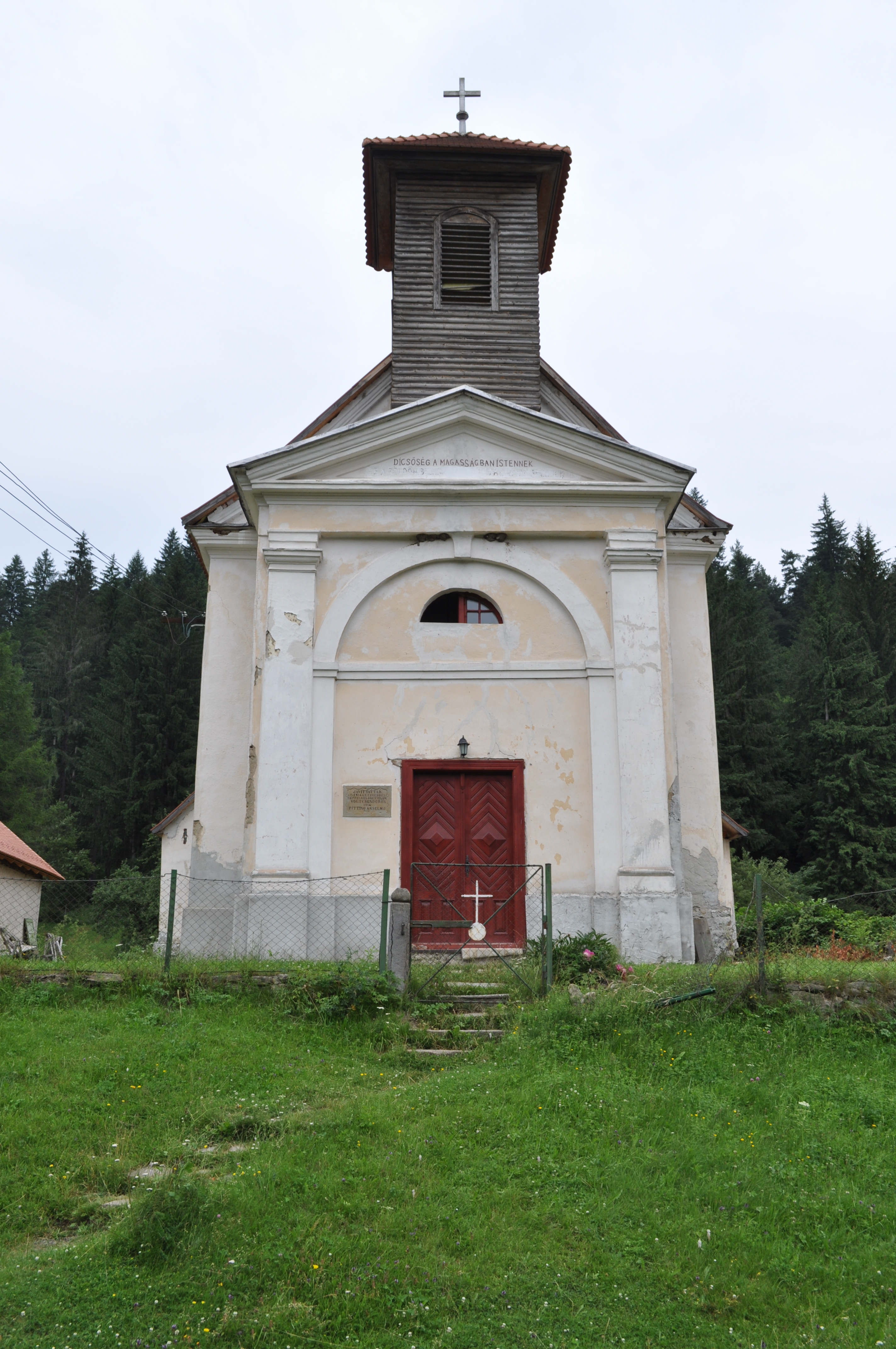
Biserica romano-catolică „Sf. Fabian și Sebastian” (1890)

Oituz (în maghiară Ojtoztelep) este un sat în comuna Brețcu din județul Covasna, Transilvania, România. Se află în partea de est a județului, între Munții Nemira și Munții Brețcului.

## Așezare
Localitatea Oituz este situată în pasul Oituz, la limita județului Covasna cu județul Bacău, la poalele Vârfului Oituz, pe DN11, ce leagă orașul  Târgu Secuiesc - municipiul Bacău, tronson suprapus de drumul european E574.

## Istoric
Victor Spinei a arătat în studiile sale că numele localității ar putea proveni de la uzi, o ramură a pecenegilor sau cumanilor. Prima atestare documentară datează din anul 1533, însă descoperirile arheologice făcute de-a lungul timpului în această zonă demonstrează prezența omului aici mult înainte, astfel, cu ocazia unor lucrări la drumul forestier din nord-estul satului, s-a descoperit un depozit de mărgele din pastă de sticlă decorate cu ochi de păun de natură scitică din sec V î.Hr. În anul 1961, odată cu lărgirea șoselei s-au găsit patru vase dacice, de tip borcan, de culoare cenușie, cu butoni și brâie alveolare lucrate cu mâna, din sec.I î.e.n. - I e.n. Cu prilejul construcției podului peste râul Oituz din anul 1847, s-au descoperit un celt de bronz cu vârf de lance din epoca bronzului tâziu, o monedă romană, două fragmente dintr-un coif de fier, pinteni și unelte de fier, probabil din perioada medievală. Prin pasul Oituz trecea drumul roman care făcea legătura între Dacia și Moesia Inferior, iar tot aici, în trecătoare, se află și ruinele cetății medievale Rákóczi.

## Economie
Economia acestei localități este una predominant agricolă, bazată pe cultura plantelor și creșterea animalelor.

## Atracții turistice
- Hanul Anselmo Fogadó, construit de pietrarul italian Pittino Anselmo
- Cascada Oituz
- Cetatea Rákóczi
- Bustul lui Mihai Viteazul - opera sculptorului Teodor Zamfirescu